# Lebensrettungsmedaille (Sachsen-Altenburg)
Die Lebensrettungsmedaille wurde am 1. April 1882 durch Herzog Ernst I. von Sachsen-Altenburg gestiftet. Sie konnte an alle Personen verliehen werden, die unter eigener Lebensgefahr das Leben eines Verunglückten gerettet hatten.
Die silberne Medaille zeigte bis 1908 das Bildnis des Stifters und die umlaufende Inschrift ERNST HERZOG VON SACHSEN ALTENBURG. Auf der Rückseite war ein mit einer Doppelschleife zusammengebundener Eichenkranz mit der Inschrift FÜR RETTUNG AUS GEFAHR zu sehen. Ab 1908 war auf der Vorderseite das Abbild von Herzog Ernst II. zu sehen; die umlaufende Inschrift lautete: ERNST II. HERZOG VON SACHSEN-ALTENBURG.
Getragen wurde die Medaille an einem weißen Band mit dunkelgrünen Randstreifen.